# 王一明
王一明，本名王騰懋，出生於台灣台中市，為廣播主持人，師承吳兆南，其妻子為廣播主持搭擋梅子，兩人育有一子王者。2007年第18屆金曲獎「最佳戲曲曲藝專輯獎」得獎人，2012年廣播金鐘獎最佳綜合節目主持人得獎人，2018年中國文藝獎章「民俗曲藝類」得獎人。2023擔任廣播金鐘獎評委。

## 出版
《台灣答嘴鼓》22張專輯，分別為《有錢真好》、《驚過年》、《台灣之光》、《錢來也》、《師父出馬》、《阿彌陀佛》、《ㄕㄚ很大》、《慈濟？慈債！》、《媽祖》、《金馬奔騰》、《查埔愛查某》、《娶某嫁尫》、《三國》、《現代廖添丁》、《乎你旺》、《台灣金曲》、《上台鞠躬》、《點燈》 、《誰人甲你比》、《大師姐講古》、《老人癡呆症》《吳兆南百歲冥誕紀念》。
- 96年6月《有錢真好》榮獲金曲獎最佳戲曲曲藝專輯獎。
- 98年6月《師父出馬》入圍金曲獎最佳戲曲曲藝專輯獎。
- 99年5月《阿彌陀佛》入圍金曲獎最佳戲曲曲藝專輯獎。
- 102年5月《媽祖》入圍金曲獎最佳戲曲曲藝專輯獎。
- 100年1月出版《台灣答嘴鼓》DVD1-8輯。
- 97年9月授權康軒文教事業將《台灣答嘴鼓》推廣至國小鄉土教學教科書上。
- 104年8月製作出版傅諦鬼故事相聲《傅諦說鬼》。
- 106年製作數位出版專談A片的有聲書《AV Talk Show》。
- 107年3月製作數位出版侯乃榕《主播媽媽說故事》。
- 107年4月製作數位出版侯乃榕《主播媽媽說故事2》。
- 108年製作主持數位出版專談性生活的有聲書《愛愛好好玩》。
- 108年10月14日偕劉增鍇、喬天藍，製作演出數位出版專輯《相聲答嘴鼓～上台鞠躬》。
- 110年8月23日出版第一本書「王一明的廣播會客室，放送人間溫馨情」。新自然主義出版社出版首刷。

＊110年12月製作主持數位出版《寶島歌后紀露霞口述歷史》。
＊113年1月製作主持數位出版《 于櫻櫻細數精典音樂風華》《細數巨星傳奇 造星推手陳和平》
＊113年8月製作主持數位出版《璀璨群星會  張琪口述歷史》《五全才子書畫名家韓錦田  韓眺柏口述歷史》
＊114年1月14日與劉增鍇·梅子製作數位出版《吳兆南百歲冥誕紀念專輯～相聲答嘴鼓》。
＊114.1及114.2製作主持數位出版《清代港口的台灣歷史》《日本年·台灣年·日治時代台灣人過年習俗的變遷》，皆專訪中研院林玉茹教授。
＊114.8.5製作主持數位出版《台籍日本兵》，專訪陳柏棕先生。在二戰結束80年訪問當年做軍伕的真人真事。

## 廣播
- 96年11月入圍廣播金鐘獎最佳綜合節目主持人。
- 97年11月入圍廣播金鐘獎最佳綜合節目、最佳綜合節目主持人。
- 98年9月入圍廣播金鐘獎最佳綜合節目、最佳綜合節目主持人。
- 99年9月入圍廣播金鐘獎最佳藝術文化節目、最佳藝術文化節目主持人。
- 100年9月入圍廣播金鐘獎最佳綜合節目、最佳綜合節目主持人。
- 101年9月入圍廣播金鐘獎最佳綜合節目主持人。
- 101.10.19榮獲廣播金鐘獎最佳綜合節目主持人。
- 102年9月入圍廣播金鐘獎最佳藝術文化節目主持人。
- 104年9月入圍廣播金鐘獎最佳綜合節目獎，並與梅子擔任頒獎人。
- 108年8月入圍廣播金鐘獎最佳流行音樂節目獎。
- 105年10月1日與梅子擔任廣播金鐘獎最佳社區節目獎及主持人獎頒獎人。
- 106年9月23日與苦苓擔任廣播金鐘獎最佳商品廣告獎及非商品廣告獎頒獎人。
- 107年9月29日與洪都拉斯擔任廣播金鐘獎最佳藝術文化節目獎及藝術文化節目主持人獎頒獎人。
- 102年於中央廣播電台開闢【寶島答嘴鼓】影音節目。
- 102年擔任第10屆金聲獎評審。
- 107年於台北電台開闢【一鳴沒驚人】節目。
- 109年於台北電台開闢【台北答嘴鼓】節目。
- 110年5月12日於貓狸電台開闢【台灣答嘴鼓】。
- 110年6月與王者、梅子聯合主持Podcast【老王跟小王】。

＊110年12月與梅子主持微微笑廣播網【台灣答嘴鼓】8:00～10:00節目。
＊111年於台北電台開闢【一鳴驚人】節目。
＊112年於台北電台開闢【台北放送頭】節目。
＊112年8月1日與梅子加時段主持微微笑廣播網【台灣答嘴鼓】12:00～14:00節目。

## 書法
- 95年3月王一明個人書法展於新竹市文化局展出。
- 96年3月王一明個人書法展於台北三軍總醫院藝廊展出。
- 96年4月王一明個人書法展於台北國防醫學院圖書館。
- 97年1月王一明《無恥》書法展於台中市文化局展出。
- 99年7月於台北市立社教館舉辦王一明《WANG-WANG》書法展。
- 102年2月於台北市中山區行政中心舉辦《鳳飛飛逝世1周年》《彭立心靈》書法展。
- 105年1月於台北市內湖區公民會館舉辦王一明《愛心》書畫展。
- 105年8月受邀於北京第五屆海峽兩岸電視藝術節暨海峽兩岸藝術家書畫展。
- 107年12月在新北市汐止區圖書館舉辦《王一明 陳福禎 迎春書法展》
- 110年4月在台北市林安泰古厝舉辦《阿國 王一明 明國初聯書畫展》
- 113年7月在金門縣金沙鎮歷史民俗博物館舉辦《王一明佛法書畫展》。
- 114年6月在中正紀念堂舉辦《廣播商業公會廣播人書法展～畫山話水》

## 電視.主持
- 91-94年任職東森購物台購物專家。
- 99年6月14日起主持中視新聞台《天天快樂 司機俱樂部》
- 101年11月5日起主播中視新聞台《中視閩南語新聞》
- 100年9月28日-10月3日於大愛電視《美麗如卿》飾演曾醫生。
- 102年2月24日與彭立聯合主持年代電視台中市元宵晚會。
- 103年3月22日與蘇霈聯合主持嘉義市夏日音樂季音樂演唱會。
- 103年4月12日與梅子主持台北市內湖媽祖遶境煙火晚會，來賓呂秀蓮.郝龍斌市長。
- 103年10月18日與文夏.洪敬堯.邵大倫於廣播金鐘獎頒獎典禮演出開場答嘴鼓節目《中視.公視.中天直播》。
- 103年12月5日公視節目《誰來晚餐》，並至現場Live擔任募款嘉賓。
- 104年2月14日緯來綜合台《風水有關係》專訪。
- 104年4月13日JET綜合台《女人要有錢》專訪。
- 104年5月2日與梅子主持台北市內湖媽祖遶境煙火晚會，來賓柯文哲市長.謝長廷。
- 104年5月18日與梅子主持第二.三屆中華民國廣播商業同業公會理事長交接典禮，來賓王金平.文夏.番王。
- 104年7月與梅子接受新加坡電視節目《我是福建人》專訪，主持人陳建彬.黃靖倫。
- 104年9月19日與梅子擔任第50屆廣播金鐘獎綜合節目獎頒獎人。
- 105年5月8日於新竹市演藝廳主持《萬象逍遙--歐豪年書畫與方錦龍東方神曲》音樂會。
- 105年5月21日於中正紀念堂主持《萬象逍遙--歐豪年書畫與方錦龍東方神曲》音樂會。
- 105年起常態於三立台灣台《姐姐當家》擔任來賓
- 108年參加人間衛視黃子佼主持《創藝多腦河》
- 109年參加公視台語台林美秀、阿松主持《全家有智慧》
- 112～113年連續二年於全國廣播商業公會廣播節慶祝大會開場表演
- 113年應文化部邀請於《臺灣台語北區論壇》開幕表演
- 113年於大安森林公園主持《戀戀台北夏日演唱會》：張秀卿  吳勇濱  曾心梅  傅薇  許富凱
- 113年參加公視台語台浩子、王彩樺主持《talk talk秀台語》表演答嘴鼓

## 相聲
- 100年4月13日：國立清華大學大禮堂《相聲百年起義吧》
- 100年5月5日：國立台灣大學雅頌坊《廣告民國》
- 100年5月17日：亞東技術學院
- 100年5月19日：大葉大學
- 100年10月5日：國立台灣海洋大學
- 100年10月12日：國立中正大學
- 100年11月26日：國立交通大學
- 101年6月30日：嘉義市立文化中心《我愛嘉義》
- 101年8月11日：國立交通大學、工研院主辦
- 104年8月出版單口相聲專輯《傅諦說鬼》，擔任專輯製作人。
- 108年製作EP《賣菜阿嬤》。
- 108年製作演出出版紀念吳兆南逝世週年專輯《台灣答嘴鼓之上台鞠躬》。
- 113年8月19日：金門文化局《把酒論英雄》《第一次》
- 113年12月8日：基隆表演藝術中心演藝廳第十四屆海峽兩岸曲藝歡樂匯《驚過年》

## 舞台劇
- 101年3月10日：《媽祖的囝仔》/大甲鎮瀾宮
- 101年9月16日：楊秀卿說唱藝術團《周成過台灣》/新北市新店區馬公公園演藝廳
- 101年9月29日：楊秀卿說唱藝術團《戶蠅蚊仔大戰歌》/汐止車站廣場